# Léon Gorczewski
Léon Gorczewski est un footballeur français né le 19 novembre 1933 à Giraumont (Meurthe-et-Moselle) et mort le 4 février 2020 à Souilly (Meuse). Milieu défensif, il a joué au Football Club de Metz et au Racing Club de Lens.

## Palmarès
- Vainqueur de la Coupe Charles Drago en 1959 et en 1960 avec le RC Lens.